# クイズ・親子でドキドキ!山形物語
『クイズ・親子でドキドキ!山形物語』（クイズ おやこでドキドキ やまがたものがたり）は、1993年4月14日から1995年3月22日まで山形テレビ (YTS) で放送されたローカルクイズバラエティ番組である。放送時間は毎週水曜 19:00 - 19:30 (JST) 。
本項では、1995年4月1日に同局で放送された開局25周年記念番組『クイズ・親ドキ!スペシャル 超山形物語』（クイズ おやドキスペシャル ちょうやまがたものがたり）、1995年4月26日から1996年3月20日まで同局で放送された後継番組『クイズ・親ドキ!2 -TIME DUNK-』（クイズ おやドキツー タイムダンク）についても記述する。

## 概要
この番組は、かつて契約所属していたFNS（フジネットワーク）系列局のひとつである富山テレビで放送された『クイズ!フォーカス・イン』（後の『元気とやまみんなのクイズ』）を基に企画・制作された。山形テレビのテレビ朝日系列へのネットチェンジ後、初めての自社制作番組として放送された。司会は、当時山形テレビのアナウンサーだった黒須英之と山川裕子。

## 内容
クイズ・親子でドキドキ!山形物語
一般参加の親子ペア3組によるクイズ合戦。主に山形県内の文化・歴史・風俗・流行等から出題。
クイズ・親ドキ!スペシャル 超山形物語
山形テレビ開局25周年特番として放送されたスペシャルクイズ合戦。解答者はガダルカナル・タカとラッシャー板前。リナワールド（上山市）で収録された。
クイズ・親ドキ!2 -TIME DUNK-
内容の一部をリニューアル。番組サブタイトルの『TIME DUNK』は、時間と漫画『SLAM DUNK』から採られた。